# Karla Oličová
Karla Oličová (rozená Karolína, 22. října 1915 Praha – 25. srpna 1975 Praha) byla česká filmová herečka.
Karolína, vnučka pražského policejního ředitele Václava Oliče (1847–1932), se narodila po smrti svého otce Karla (1891–1915), důstojníka rakouské c. k. armády, který padl na frontě počátkem 1. světové války. Po úmrtí své matky se ji ujala rodina tety, sestry jejího otce, Anny (Ati) Kadeřábkové, rozené Oličové, manželky zpěváka a profesora konzervatoře Louise Kadeřábka.
Z francouzského gymnázia odešla ze sexty – studovat zpěv na Státní konzervatoř, zcela v rodinné tradici. Stejně jako předchozí generaci svět oper a divadel, Karlu přitahoval svět pulzující československé metropole, rozvíjejícího se filmového průmyslu s moderními ateliéry bratrů Havlových na Barrandově.

## Životopis

### 1935
Karla debutovala v devatenácti letech malou rolí komorné v Krňanského melodramatu Bezdětná (1935). Snímek podle oblíbené Herrmannovy stejnojmenné povídky byl pro Karlu, stejně jako pro začínající Natašu Gollovou, vstupem do kariéry v české kinematografii.
Karla se okamžitě stala vyhledávanou mladou herečkou, kterou měli režiséři v oblibě pro „mladický a křehký zjev“.
Ještě v témže roce byla obsazena jako italská markýza Juliana de Benzonni ve Svitákově životopisném snímku Milan Rastislav Štefánik (1935), o generálu Štefánikovi, se Zvonimirem Rogozem v titulní roli.

### 1936
Následujícího roku byla obsazena do dvou filmových rolí – sestry v nemocnici ve Fričově melodramatu Ulička v ráji (1936), s Hugo Haasem v titulní úloze, a Věry Královcové v Innemannově komedii Tvoje srdce inkognito (1936).
Dále v reklamě na Schichtovo mýdlo s jelenem Čím je to? (1936) jako návštěvnice módního závodu.

### 1937
V dalším roce účinkovala ve čtyřech snímcích – sehrála princeznu Zuliku v Tylově báchorce Švanda dudák (1937) v režii Svatopluka Innemanna, Lori Šomkovou v životopisném snímku Karel Hynek Mácha (1937) režisérky Zet Molas a slečnu Lenku ve Vávrově historickém dramatu Filosofská historie (1937, podle Aloise Jiráska).
Téhož roku zahrála svoji nejvýznamnější a herecky nejhodnotnější roli – Anetu, dceru zfanatizovaného maršála (Zdeněk Štěpánek), který chce vyvolat zničující světovou válku proti „malé bezvýznamné zemi“ v Haasově adaptaci Čapkova dramatu Bílá nemoc (1937). Doktor Galén (Hugo Haas), maršálova dcera a maršálův pobočník Krog (Ladislav Boháč) se snaží maršálův plán zastavit. Hrozí nová, po té minulé ještě děsivější světová válka?

### 1938
O rok později následovala role starostovy dcery Růženy ve Svitákově komedii Třetí zvonění (1938), o příhodách, zmatcích, problémech a záměnách kolem opulentní svatby dcery starosty Sadílka (Theodor Pištěk) – provdá se Růžena přes řadu záměn, omylů a nedorozumění za svého milovaného advokátního koncipienta JUDr. Jana Hudce (Oldřich Nový)?

### 1938–1975
Po této roli, ve dvaadvaceti, ale musela Karla Oličová zanechat své slibně se rozvíjející filmové herecké dráhy – v ní pokračovat jí nedovolilo sílící astma. V bulvárních médiích bylo dlouho uváděno, že mladá zemřela („v roce 1940“).
Přátelé rodiny ale věděli, že se pouze stáhla z veřejného života. Karla žila s rodinou Kadeřábkových v domě svého děda nad Riegrovými sady na Vinohradech a útěchu nacházela v silné náboženské víře. Zemřela 25. srpna 1975 ve věku nedožitých šedesáti let, čtvrt roku po tragické smrti milované neteře Magdaleny Rottové (15.3.1950–24.6.1975), dcery své sestřenice Anny Kadeřábkové Rottové, s kterými po smrti své tety Anny (Ati) nadále bydlela. Pohřbena je na pražských Olšanských hřbitovech.
Byla krásná, talentovaná, vyhledávaná režiséry, přesto svou filmovou kariéru velmi brzy ukončila. Natolik zmizela z veřejného povědomí, že dlouhá léta se tradovala informace o předčasném odchodu do hereckého nebe v pouhých 25 letech. Ano, řeč je o Karle Oličové, prvorepublikové herečce, která ač ztvárnila pouze jen několik rolí, se přesto nesmazatelně zapsala do historie českého filmu. Její tajemný příběh láká mnohé milovníky hereckých hvězd té doby. Štíhlá dívka s drobnou tváří lemovanou černými vlasy jakoby se svým na svoji dobu moderním vzhledem spíše patřila do doby současné.
Působení Karly Oličové v českém filmu [náhle] končí. Slibná herečka nadobro zmizela a celá léta se jako oficielní informace o jejím životě uváděl rok 1940 jakožto datum jejího skonu. Předčasná a záhadná smrt mladé ženy vyvolávala léta mnoho otazníků. Mohla se vzhledem k uváděnému roku úmrtí stát i obětí nacistické perzekuce. Dnes již víme, že Karla Oličová zemřela až o plných 35 let později, v r. 1975. Ani tak však nemůžeme mluvit o vysokém věku, bylo jí teprve 60 let. Těžko říct, jaké byly pocity nadějné herečky, jejíž kariéra se slibně rozjížděla, když musela svou práci opustit. Přihlásila se totiž těžká astmatická choroba. Paní Karla bojovala s nemocí a celá léta žila v naprostém ústraní.
– Hortensie, FDb.cz

## Filmografie

### Herecká
|      |   |                          |                    |                                                                                       | režie |  | role |
| 1938 | • | Třetí zvonění            | Jan Sviták         | Růžena, starostova dcera                                                              |       |  |      |
| 1937 | • | Bílá nemoc               | Hugo Haas          | Aneta, maršálova dcera                                                                |       |  |      |
|      | • | Filosofská historie      | Otakar Vávra       | Lenka, neteř Roubínkových                                                             |       |  |      |
|      | • | Karel Hynek Mácha        | Zet Molas          | Lori Šomková                                                                          |       |  |      |
|      | • | Švanda dudák             | Svatopluk Innemann | Zulika                                                                                |       |  |      |
| 1936 | • | Čím je to?               |                    | návštěvnice módního závodu, spolu se Světlou Svozilovou (reklama na Schichtovo mýdlo) |       |  |      |
|      | • | Tvoje srdce inkognito    | Svatopluk Innemann | Věra Královcová / Bilanská, Královcova dcera                                          |       |  |      |
|      | • | Ulička v ráji            | Martin Frič        | sestra v nemocnici                                                                    |       |  |      |
| 1935 | • | Milan Rastislav Štefánik | Jan Sviták         | markýza Juliana de Benzonni                                                           |       |  |      |
|      | • | Bezdětná                 | Ignát Herrmann     | komorná                                                                               |       |  |      |

### Zpěv
(doprovod filmů)
| 1937 | • | Karel Hynek Mácha     |
| 1936 | • | Tvoje srdce inkognito |